# Pardesija
Pardesija (hebrejsky פַּרְדֵּסִיָּה, podle hebrejského slova Pardes - „Citrusový sad“, v oficiálním přepisu do angličtiny Pardesiyya, přepisováno též Pardesiya) je místní rada (menší město) v Izraeli, v Centrálním distriktu.

## Geografie
Leží v nadmořské výšce 54 metrů, cca 28 kilometrů severoseverovýchodně od centra Tel Avivu a cca 5 kilometrů jihovýchodně od města Netanja, v Izraelské pobřežní planině.
Město je součástí hustě zalidněného sídelního pásu, který volně navazuje na metropolitní oblast Tel Avivu (Guš Dan). Okolí Pardesija je prostoupeno okrsky nezastavěné krajiny s intenzivním zemědělstvím. Osídlení v tomto regionu je v naprosté většině židovské. Město je pomocí lokální komunikace číslo 5613 napojeno na severojižní dopravní tah dálnice číslo 4.

## Dějiny
Pardesija byla definitivně oficiálně ustavena jako samostatná obec roku 1942. Osídlení tu vzniklo ale již dříve. V roce 1928 provedl sionistický aktivista Jona Fischer v tomto regionu, mezi arabským městem Tulkarm a židovským městem Netanja, rozsáhlé nákupy pozemků, které pak umožnily intenzivní kolonizaci. Roku 1932 vznikla cca 2 kilometry odtud například zemědělská vesnice Kfar Jona. V roce 1937 iniciovala organizace sdružující jemenitské židy přistěhovalé do tehdejší mandátní Palestiny vznik nové vesnice. Na výzvu sem pak přišlo dvacet jemenitských rodin, které předtím prodělaly výcvik v Kfar Jona.
Nová osada byla založena roku 1938. Došlo zde k výsadbě citrusových sadů, ale během druhé světové války se vlivem rozvratu světového obchodu zhoršila exportní výnosnost zdejších plantáží a vesnice se ocitla na pokraji krachu. Pomohla až dohoda s Židovskou agenturou. Roku 1942 začal v blízkosti obce vyrůstat britský vojenský tábor. V roce 1946 pak byla vesnice rozšířena o novou část. Už během 30. let 20. století se v okolí Pardesija vytvořila souvislá síť židovského osídlení. V oblasti žila ale také méně početná rozptýlená populace arabských pastevců - Beduínů, která byla vysídlena až v důsledku první arabsko-izraelské války.
Po válce nastal zrychlený příliv nových obyvatel, kteří mířili i do nedalekého tranzitního přistěhovaleckého tábora (Ma'abara) nazvaného Švut Am (שבות עם), který byl pak postupně vyklízen a zčásti proměněn na běžnou zástavbu. Teprve počátkem 50. let byla Pardesija napojena na elektrickou síť, podobně zpožděná byla i výstavba spojovací zpevněné komunikace. Počátkem 50. let se také uvažovalo o proměně této stávající, soukromě hospodařící vesnice na kolektivnější formu mošav (konkrétně mošav ovdim). Místní obyvatelé to ale odmítli. Jižně od Pardesije leží formálně samostatná zemědělská obec Cur Moše, která ale stavebně a urbanisticky vytváří s Pardesijí souvislý celek.

## Demografie
Podle údajů z roku 2009 tvořili naprostou většinu obyvatel Židé – cca 5 400 osob (včetně statistické kategorie "ostatní", která zahrnuje nearabské obyvatele židovského původu ale bez formální příslušnosti k židovskému náboženství, cca 5 500 osob).
Pardesija je středně velké sídlo městského typu. Původní zemědělská vesnice prodělala po roce 1948 skokový přírůstek obyvatelstva, který ale od 60. let 20. století vystřídal demografický pokles. Definitivní proměna zemědělského sídla na městskou obec nastala až v 90. letech. Počátkem 21. století se růst ovšem zpomalil. K 31. prosinci 2015 zde žilo 5600 lidí.
| Rok            | 1950 | 1955 | 1961  | 1972 | 1983 | 1995  | 1997  | 1998  | 1999  | 2000  |
| -------------- | ---- | ---- | ----- | ---- | ---- | ----- | ----- | ----- | ----- | ----- |
| Počet obyvatel | 300  | 600  | 1 652 | 864  | 744  | 3 630 | 4 900 | 5 300 | 5 400 | 5 700 |

| Rok            | 2001  | 2002  | 2003  | 2004  | 2005  | 2006  | 2007  | 2008  | 2009  | 2010  | 2011  | 2012  | 2013  | 2014  | 2015  |
| -------------- | ----- | ----- | ----- | ----- | ----- | ----- | ----- | ----- | ----- | ----- | ----- | ----- | ----- | ----- | ----- |
| Počet obyvatel | 5 800 | 5 900 | 6 000 | 6 100 | 6 100 | 6 200 | 6 200 | 6 300 | 5 481 | 5 500 | 5 500 | 5 500 | 5 500 | 5 400 | 5 600 |